# Црква Пресвете Богородице у Јајцу
Црква Успења Пресвете Богородице је српска православна црква која се налази у Јајцу, а припада Епархији бањалучкој.
Саграђена је 1935. године, а у потпуности срушена минирањем током Рата у Босни и Херцеговини, а обновљена 2018. године. Националним спомеником Босне и Херцеговине цркве је проглашена на седници одржаној од 20. до 26. јануара 2004. године.

## Историјат
Изградња цркве завршена је крајем 1935. године. Трошкови изградње износили су 500.000 динара. Године 1939. набављена су четири нова звона у Земуну, тежине 1600 кг. Једно од ових звона било је поклон припадника римокатоличке вероисповести у Јајцу. Током Другог светског рата, 1941. године, у цркви су усташе побиле више стотина Срба. Црква је у потпуности срушена минирањем у току рата 1992—1995. године. Остао је сачуван само звоник и део подне конструкције. Део грађевинског материјала од кога је црква била саграђена још увек се налази у црквеном дворишту. Током 2018. године, на темељима срушене, почела је изградња нове цркве.

## Опис порушене цркве
Пројект цркве је урадио архитекта Милош Милорадовић из Сарајева. У архитектонском смислу представља типичан сакрални објекат урађен у духу историцизма. Просторни склоп и декоративни елементи указују да се градитељ определио за српско-византијски стил, омиљен код једног броја српских архитеката у трећој и четвртој деценији 20. века. Тако у основи објект показује угледање на сведени тип рашке грађевине, док у реализацији фасада следи токове моравске школе градитељства.
У архитектонској пластици појављују се разнородне форме – рашког, моравског, али и украса који произилази из еклектичког академизма, што представља распон од произвољног опонашања, делимичног или потпуног подражавања старих споменика, преко академских компилација, до стваралачких, имагинацијом надграђених решења.
Црква је једнобродна, са олтаром, припратом и петостраном олтарском апсидом, која је са унутрашње стране полуокружна. Црква је без куполе, а њена основа је димензија 20,50 х 12,00 м.
Највеће богатство ове цркве представљао је ручно рађени иконостас који је урадио мајстор Хајрудин Кршлак, столар из Јајца. Иконостас, сав у дуборезу, био је богато украшен мотивима народне уметности Јања. Слике које су биле урађене на иконостасу су дело македонског сликара Лазара Личинског из Скопља и настале су 1935. године.